# طموح محجوب
طموح محجوب هو فلم وثائقي مكون من جزء واحد عن أنتجته شركة أفلام ريبل لشبكة إس بي إس المستقلة، ويتتبع قصة حقيقية لامرأة لبنانية أسترالية تدعى فريدة وهي تفتح متجرًا لبيع الملابس العصرية للنساء المسلمات في شارع سيدني في ملبورن.
يتتبع الفلم الوثائقي فريدة، التي وصفت بأنها "مقاتلة أسترالية صغيرة ترتدي وشاحًا" أثناء تطوير أعمالها في ملبورن محاولةً التوفيق بين زوجها ومنزلها والحمل وحياتها في سيدني.
أدى انخفاض المبيعات بعد مداهمات الشرطة لمنازل المسلمين في سيدني وملبورن إلى دفع فريدة إلى تنظيم عرض أزياء في معرض الزفاف الأسترالي من أجل الحصول على مزيد من التعرض، قبل شهر من موعد ولادتها.
فاز فلم طموح محجوب بجائزة أفلام القصر للأفلام القصيرة التي تروج لحقوق الإنسان في مهرجان ملبورن السينمائي الدولي عام 2006.

## روابط خارجية
- الموقع الرسمي
- دليل دراسة فلم طموح محجوب